# 코트디부아르의 총리
코트디부아르의 총리(프랑스어: Premier ministre de la République de Côte d'Ivoire)는 코트디부아르의 정부 수반이다. 파트리크 아치는 현재 코트디부아르의 총리로 재직 중이다.

## 개요
총리직은 1957년 설립됐다. 당시 코트디부아르는 프랑스 통치하에 있었고 코트디부아르 총리는 1957년부터 1958년까지 프랑스의 코트디부아르 총독에게, 1958년부터 1960년 8월 7일까지는 코트디부아르 고등판무관에게 종속되었다. 코트디부아르가 1960년 8월 7일 독립하면서 총리는 대통령을 따르게 됐다.